# Округ Кошице-околина
Округ Кошице-околина (слч. Okres Košice-okolie) округ је у Кошичком крају, у Словачкој Републици. Административно средиште округа је град Кошице.

## Географија
Налази се у централном дијелу Кошичког краја. Округ Кошице-околина чини прстен око града Кошица у којем се налази четири округа, округ Кошице I, II, III и IV.
Граничи:
- на сјеверу је Прешовски крај,
- источно Округ Требишов,
- западно Округ Гелњица и Округ Рожњава,
- јужно Мађарска.

Клима је умјерено континентална.

## Становништво
| Година:    | 1994.   | 2004.   | 2014.    | 2024.   |
| ---------- | ------- | ------- | -------- | ------- |
| Број људи: | 101 315 | 110 221 | 123 377  | 133 321 |
| Разлика:   |         | +8,79 % | +11,93 % | +8,05 % |

| Година:    | 2023.   | 2024.   |
| ---------- | ------- | ------- |
| Број људи: | 131 955 | 133 321 |
| Разлика:   |         | +1,03 % |

Према подацима о броју становника из 2011. године округ је имао 119.973 становника. Словаци чине 74,05% становништва.
| Етнички састав (2011)‍ | Етнички састав (2011)‍ | Етнички састав (2011)‍ | Етнички састав (2011)‍ | Етнички састав (2011)‍ |
| --------------------- | --------------------- | --------------------- | --------------------- | --------------------- |
|                       |                       |                       |                       |                       |
| Словаци               | Словаци               |                       | 0                     | 74,05%                |
| Мађари                | Мађари                |                       | 0                     | 9,93%                 |
| Роми                  | Роми                  |                       | 0                     | 6,46%                 |
| остали, непознато     | остали, непознато     |                       | 0                     | 9,56%                 |

## Насеља
У округу се налази два града и 112 насељених мјеста. Градови су Медзев и Молдава на Бодви.